# 207P/NEAT
Комета NEAT 4 (207P/NEAT) — короткопериодическая комета из семейства Юпитера, которая была обнаружена 11 мая 2001 года американскими астрономами Steven H. Pravdo, Кеннетом Лоуренсом и Элеанор Хелин на фотоснимках, полученных с помощью 1,2-метрового телескопа в рамках проекта NEAT. Она была описана как диффузный объект 17,0 m звёздной величины с небольшой комой диаметром около 8—10 " угловых секунд. Комета обладает довольно коротким периодом обращения вокруг Солнца — чуть более 7,6 года.

Орбита кометы NEAT 4 и её положение в Солнечной системе

Всего с 11 по 15 мая было сделано 40 наблюдений кометы. Взяв за основу 26 из них, к 27 мая американским астрономом Тимоти Спаром была рассчитана эллиптическая орбита данный кометы с приблизительным периодом обращения в 7,5—7,9 года. Также им было установлено, что данная комета уже наблюдалась ранее, но без признаков кометной активности, — 7 октября 2000 года её обнаружила Arianna E. Gleason, но подтвердить своё открытие повторными наблюдениями ей не удалось. Анализ орбиты, проведённый британским астрономом Брайаном Марсденом с учётом этого наблюдения, позволил ему получить более точное значение перигелия, равное 7,64 года. Кроме того, выяснилось что, несмотря на частые сближения с Землёй, обнаружить кометы ранее было практически не возможно, поскольку в свои предыдущие возвращения комета находилась слишком близко к Солнцу. Даже в наиболее благоприятных обстоятельствах, которые были при прохождения перигелия в 1955 году, лучшее на что можно было рассчитывать это 90-градусное удаление от Солнца при 15m звёздной величиной, но обычно максимальное удлинение составляет всего 70-80 ° градусов, а яркость не превышает 16m звёздных величин. По мнению Марсдена, даже то что открытие кометы состоялось в 2001 году уже можно считать удачей, поскольку обычно в этом районе неба поиск комет не производиться. Комета была восстановлена 15 октября 2008 году японским астрономом Кен-ичи Кадота с помощью 0,25-метрового рефлектора. Ошибка в расчётном положении кометы составила -0,6 суток.

## Сближения с планетами
Характерной особенностью данной кометы являются частые тесные сближения кометы с нашей планетой и, сравнительно редкое, с Юпитером. Так в XX веке имело место два сближения кометы с Землёй и лишь одно с Юпитером, в XXI веке прогнозируется одно сближение с Землёй.
- 0,13 а. е. от Земли 3 декабря 1908 года;
- 0,28 а. е. от Земли 3 марта 1932 года;
- 0,79 а. е. от Юпитера 8 марта 1972 года:
- 0,21 а. е. от Земли 5 марта 2024 года.